# Passeport bulgare
Le passeport bulgare est un document de voyage international délivré aux ressortissants de la Bulgarie, et peut aussi servir comme preuve de citoyenneté bulgare. Tout citoyen bulgare est aussi un citoyen de l'Union européenne.

## Liste des pays sans visa ou visa à l'arrivée

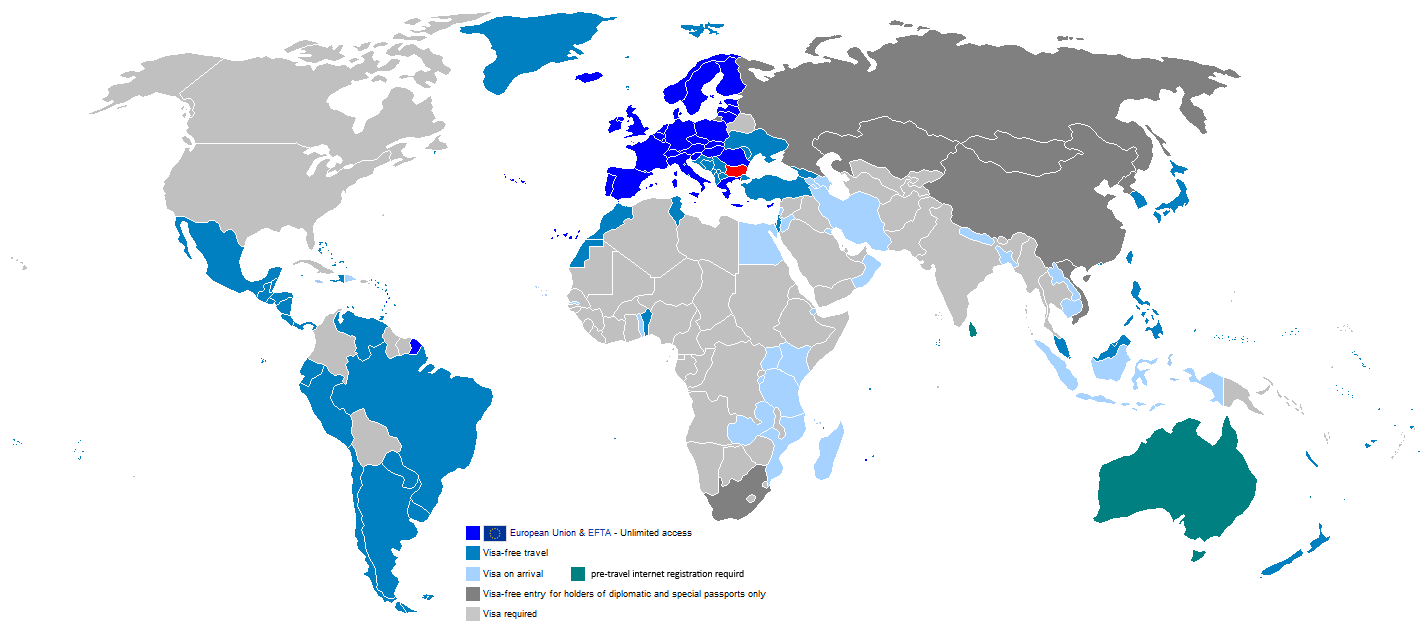

## Galerie d'images historiques

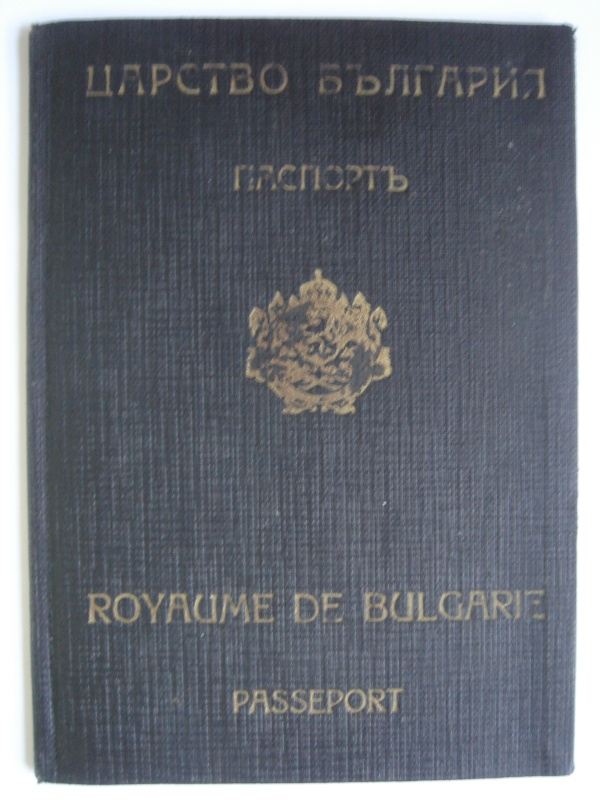
Royaume de la Bulgarie vers passeport 1944
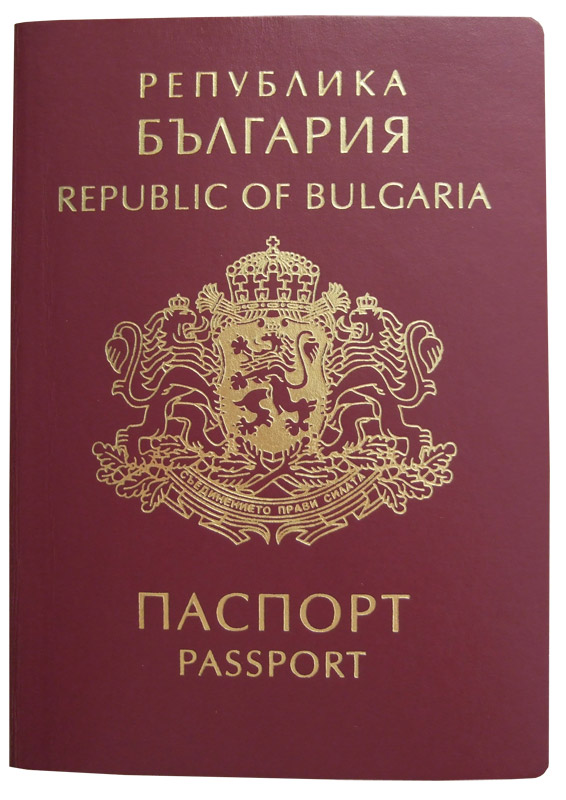
Pré-UE passeport bulgare non-biométrique (1999 - 2009)